# IC 691
IC 691 је галаксија у сазвјежђу Велики медвјед која се налази на листи објеката дубоког неба у Индекс каталогу.
Деклинација објекта је + 59° 9' 20" а ректасцензија 11h 26m 44,0s. Привидна величина (магнитуда) објекта IC 691 износи 13,2 а фотографска магнитуда 14,2. Налази се на удаљености од 23,7 милиона парсека од Сунца. IC 691 је још познат и под ознакама UGC 6447, MCG 10-16-139, MK 169, CGCG 291-70, IRAS 11238+5925, PGC 35206.